# Apt
Apt (provansalsko At/Ate) je naselje in občina v jugovzhodni francoski regiji Provansa-Alpe-Azurna obala, podprefektura departmaja Vaucluse. Leta 2006 je naselje imelo 11.229 prebivalcev.

## Geografija
Kraj leži v jugovzhodni Franciji ob reki Calavon, 53 km jugovzhodno od Avignona.

## Administracija
Apt je sedež istoimenskega kantona, v katerega so poleg njegove vključene še občine Auribeau, Caseneuve, Castellet, Gargas, Gignac, Lagarde-d'Apt, Rustrel, Saignon, Saint-Martin-de-Castillon, Saint-Saturnin-lès-Apt, Viens in Villars z 20.383 prebivalci.
Naselje je prav tako sedež okrožja, v katerem se nahajajo kantoni Apt, Bonnieux, Cadenet, Cavaillon, Gordes in Pertuis s 116.644 prebivalci.

## Zgodovina
Apt je bil v starem veku središče galskega plemena Vulgientes, uničen pod Rimljani okoli leta 125 pred našim štetjem, obnovljen za časa Julija Cezarja, ki mu je podelil naslov Apta Julia.
Škofija Apt je bila ustanovljena že v 3. stoletju, ukinjena leta 1790 po izbruhu francoske revolucije. Po napadih Langobardov in Saracenov je bil Apt pod provanškimi grofi obnovljen, dobil je tudi nove utrdbe.
V Aptu so bili odkriti pomembni rokopisi z glasbo 12. in 13. stoletja (Apt Manuscript, Ivrea Codex). Rokopisi vsebujejo večglasne motete in maše. 9 od 14 motetov francoskega skladatelja Philippa de Vitryja (1291-1361) je zapisano v Ivrejskem kodeksu, zbirki 81-ih skladb, ki datrajo v čas leta 1360.
14. maja 1365 je bil v Aptu sklican koncil, na katerem so se zbrali nadškofi in škofi iz južne Francije.

## Znamenitosti
- nekdanja katedrala svete Ane, grajena na območju mnogo starejše stavbe v obdobju 1056 do druge polovice 17. stoletja, sedež škofije; ozemlje slednje je bilo s konkordatom leta 1801 razdeljeno na škofiji v Avignonu in Dignu.
- most čez reko Calavon, Pont Julien, izvira iz 2. in 3. stoletja.
- Porte de Saignon,
- Tour de l'Hôpital.

## Pobratena mesta
- Bakel (Senegal),
- Thiene (Italija).